# Avalanche (téléfilm)
Pour les articles homonymes, voir Avalanche (homonymie).
Pour plus de détails, voir Fiche technique et Distribution.
Avalanche (Die Jahrhundertlawine) est un téléfilm franco-allemand réalisé par Jörg Lühdorff et diffusé en 2008.

## Fiche technique
- Titre original : Die Jahrhundertlawine
- Réalisation : Jörg Lühdorff
- Scénario : Jürgen Wolff, Walter Kärger et Wolf Larsen
- Photographie : Philipp H. Timme
- Musique : Wolfram De Marco
- Genre : Catastrophe
- Durée : 90 minutes

## Distribution
- Vincent Pérez : Marc
- Désirée Nosbusch : Anne
- Aladin Reibel : Anton
- Joel Eisenblätter : Nik
- Jacques Spiesser : Père Josef
- Coraly Zahonero : Hélène
- Eva Habermann : Valérie Lutz
- Michael Brandner : Raymond Lutz
- Christine Klein : Mme Schiller
- Mirko Lang : Philipp
- Gloria Nefzger : Irène
- Antonio Putignano : M. Schiller
- Christian Rudolf : Franck
- Wojciech Wysocki : Dominic